# Мнішев
Мнішев (пол. Mniszew) — село в Польщі, у гміні Маґнушев Козеницького повіту Мазовецького воєводства.
Населення — 523 особи (2011).
У 1975-1998 роках село належало до Радомського воєводства.

## Демографія
Демографічна структура станом на 31 березня 2011 року:
|          | Загалом | Допрацездатний вік | Працездатний вік | Постпрацездатний вік |
| -------- | ------- | ------------------ | ---------------- | -------------------- |
| Чоловіки | 267     | 31                 | 209              | 27                   |
| Жінки    | 256     | 46                 | 151              | 59                   |
| Разом    | 523     | 77                 | 360              | 86                   |